# Mastophorus muris
Mastophorus muris är en rundmaskart som först beskrevs av Gmelin 1790.  Mastophorus muris ingår i släktet Mastophorus och familjen Spiruridae. Inga underarter finns listade i Catalogue of Life.